# Otto-Hahn-Gymnasium (Monheim am Rhein)

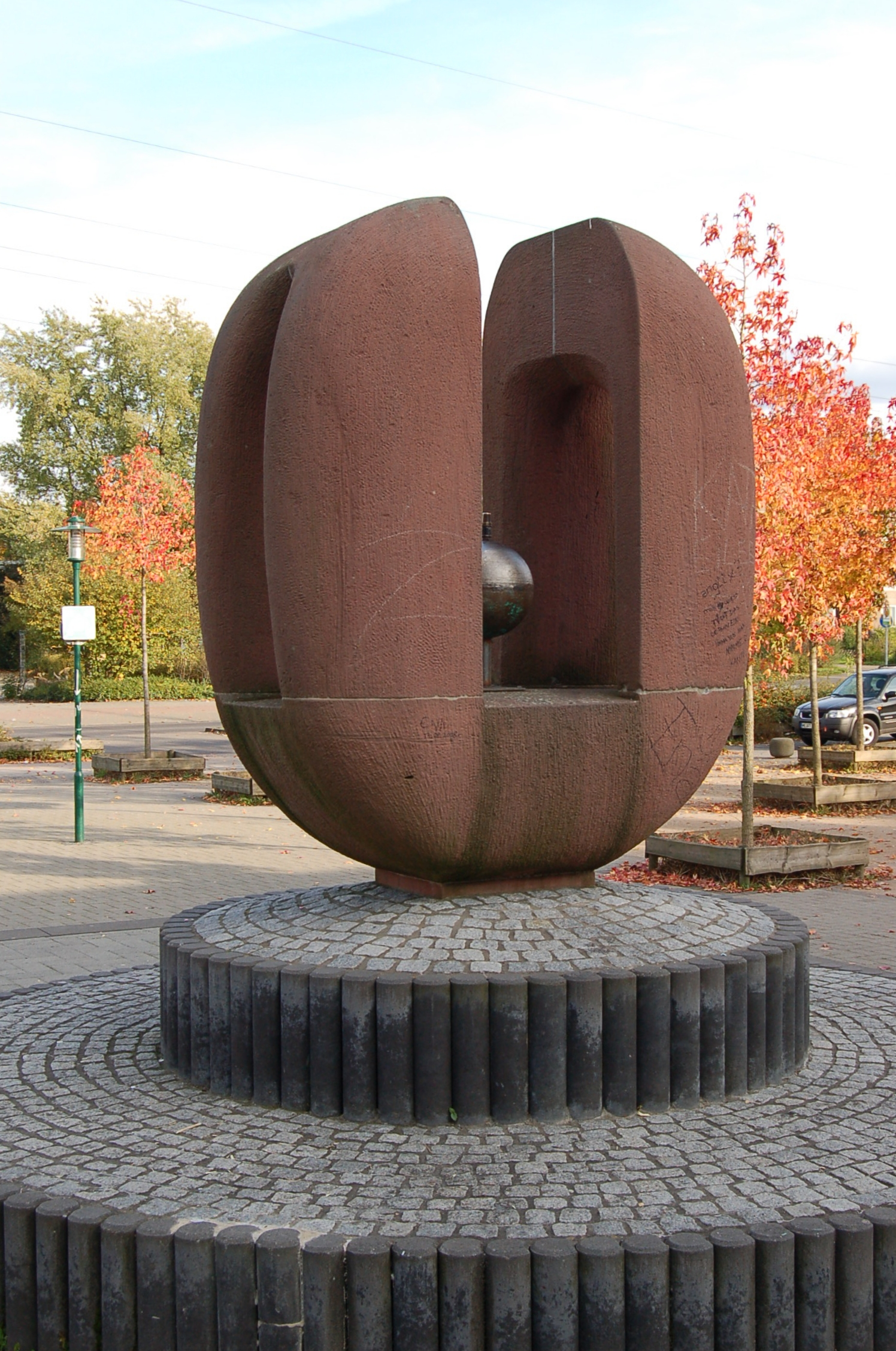
Plastik der Atomspaltung vor der Schule

Das Otto-Hahn-Gymnasium, benannt nach dem Atomphysiker Otto Hahn, ist das einzige Gymnasium der Stadt Monheim am Rhein und seit Mai 2012 Europaschule. Es wurde 1969 gegründet und war zunächst mathematisch-naturwissenschaftlich ausgerichtet. Im Mai 2011 wurde das Otto-Hahn-Gymnasium bei der Qualitätsanalyse des Landes NRW in 24 von 25 Bereichen mit der Bestnote „vorbildlich“ ausgezeichnet, im Jahre 2020 wurde es als Smartschool zertifiziert. Ein großer Förderverein, dem über 90 % der Eltern angehören, unterstützt das Otto-Hahn-Gymnasium bei vielen Vorhaben.
Für das Schuljahr 2023/2024 ist die Schule als Bündelungsgymnasium ausgewiesen.

## Leitbild
In seinem Schulprogramm definiert das OHG seine Arbeitsfelder als „Lernkompetenzen entwickeln und erweitern“, „Sprachen lernen“, „Kulturelles Leben und soziales Miteinander“ und „Lernen durch Kooperationen“. In diesen drei Bereichen sollen die Schüler sowohl gebildet als auch zu sozialer Verantwortung und zur persönlichen Entfaltung erzogen werden. So existiert keine feste Abgrenzung zwischen den Arbeitsbereichen, sie gehen vielmehr ineinander über.

## Fächerangebot

### Kurse der Mittelstufendifferenzierung
- Französisch
- Informatik
- Biologie/Chemie
- Italienisch
- Erdkunde projektorientiert
- Literatur

### Fächerangebot in der Oberstufe
- Sprachlich-literarisch-künstlerisches Aufgabenfeld:

Deutsch, Englisch, Französisch, Italienisch, Latein, Spanisch, Kunst, Musik, Literatur
- Gesellschaftswissenschaftliches Aufgabenfeld:

Geschichte, Erdkunde, Philosophie, Sozialwissenschaften, Erziehungswissenschaft
- Mathematisch-naturwissenschaftlich-technisches Aufgabenfeld:

Mathematik, Physik, Biologie, Chemie, Informatik
- außerhalb der drei Aufgabenfelder:

Ev. und Kath. Religionslehre, Sport

## Kooperationen/Partnerschaften
Das Otto-Hahn-Gymnasium pflegt über den Unterricht hinaus Kooperationen mit Bayer AG und nimmt am Erasmus+-Programm teil. Auch Betriebspraktika im europäischen Ausland sind möglich.
Die internationale Begegnungsarbeit stellt einen weiteren Schwerpunkt dar, es bestehen Schulpartnerschaften mit Bourg-la-Reine und Montreuil (Frankreich), der Shifman High School in Tirat Carmel (Israel), Newbury (England), Istanbul (Türkei) und Perugia (Italien). Mit diesen werden zahlreiche internationale Begegnungen in Form von Austauschprogrammen organisiert, die Begegnungen mit der israelischen Partnerschule wurden mehrfach vom Schulministerium NRW ausgezeichnet.
Die Aula der Schule wird als Aula am Berliner Ring von den Monheimer Kulturwerken als kulturelle Spielstätte genutzt. 

## Arbeitsgemeinschaften
Das Otto-Hahn-Gymnasium bietet zur Förderung der sportlichen Aktivität der Schüler Arbeitsgemeinschaften für Fußball, Handball, Basketball, Deutsch-Türkisch-Tanz, Golf und Badminton an.
Im sprachlichen Bereich besteht die Möglichkeit, ein Sprachzertifikat in den Fächern Englisch (Cambridge Zertifikat), Französisch (DELF) und Italienisch zu machen. Der bilinguale Bildungsgang beginnt in Klasse 7 führt bis zum bilingualen Abitur (Sachfach Geschichte).
Im kulturellen Bereich gibt es eine Theater-AG, einen Erprobungsstufenchor, einen Mittel- und Oberstufenchor (MiO), eine Bigband und ein Schulorchester. Hier besteht außerdem eine Kooperation mit der städtischen Musikschule, mit der 2018 eine Orchesterklasse eingerichtet wurde.
Zudem ist es möglich, in Arbeitsgemeinschaften besondere Einrichtungen der Schule mitzugestalten: Die Bücherei, die Garten-AG und die Schul-Homepage. Außerdem arbeitet die Schulgestaltungs-AG am äußeren und inneren Erscheinungsbild der Schule.
Neben den AGs existieren mehrere zusätzliche unterrichtsbegleitende Veranstaltungen wie zum Beispiel Methodentraining, Verkehrserziehung, Suchtprävention, Berufsorientierung und -beratung sowie ein umfangreiches Angebot an verschiedenen Möglichkeiten des Förderunterrichts.
Jedes Jahr findet am OHG-Monheim eine Projektwoche statt. Die Schüler werden hierzu in Gruppen mit verschiedenen Themen eingeteilt, erarbeiten diese und stellen am Ende der Woche die Ergebnisse den anderen Gruppen vor.

## Persönlichkeiten

### Schüler
- Oliver Drechsel (* 1973), Konzertpianist und Komponist
- Philipp Wagner (* 1973), international renommierter Biologe und Herpetologe
- Andreas Brettschneider (* 1974), deutscher Schriftsteller
- Lukas Köhler (* 1986), deutscher Politiker (FDP)
- Daniel Zimmermann (* 1982), Bürgermeister der Stadt Monheim am Rhein
- Fabienne Deprez (* 1992), deutsche Badmintonspielerin und Sportsoldatin
- Ayman Azhil (* 2001), marokkanisch-deutscher Fußballspieler

### Lehrer
- Wolf E. Allihn – Pädagoge und Schriftsteller
- Oliver Drechsel – Konzertpianist und Komponist